# Сопряженная идеомоторика
Сопряженная идеомоторика — научно-методический подход, разработанный С. В. Квасовцом и А. В. Ивановым, являющийся современным развитием методики сопряженных моторных реакций А. Р. Лурия.

## Теоретические основы
Действие — основная единица анализа деятельности, — процесс, направленный на реализацию цели (А. Н. Леонтьев). Пример элементарного действия — ответ на вопрос.
Физиологическая основа действия — функциональная система (П. К. Анохин). В ней выделяют следующие этапы: афферентный синтез, принятие решения, формирование акцептора результата действия, эфферентный синтез, целенаправленное действие, полезный приспособительный результат, обратная афферентация. Афферентный синтез — (анализ и синтез афферентной информации) — включает в себя мотивацию, обстановочную афферентацию, память. Анализ афферентной информации проходит в несколько этапов — сначала анализируются наиболее биологически важные характеристики информации, затем используются когнитивные схемы социально сформированные. Эти этапы последовательно разворачиваются во времени. Эфферентный синтез — формирование программы движений. Он происходит непрерывно, будучи связан с афферентным синтезом, и соответствует стадии обработки информации в афферентном синтезе. Именно в нём можно наблюдать идеомоторные движения. Таким образом, оценка только конечного результата действия, в частности, ответа на вопрос — не затрагивает механизмы его формирования.
Уровни построения движений. Н. А. Бернштейном были детально исследованы, в том числе и морфологически, уровни ЦНС (спинного и продолговатого мозга, подкорковых центров, коры), имеющие собственные специфические моторные проявления. Каждому уровню соответствует свой класс движений.
Уровень А — самый низкий и филогенетически самый древний, участвует в организации любого движения регулируя тонус мышц.
Уровень B. Уровень синергий и штампов. Принимает большое участие в организации
движений более высоких уровней, на уровне внутренней координации сложных
движений.
Уровень C. Уровень пространственного поля — движения, приспособленные к пространственным свойствам объектов (форме, положению, весу и пр.)
Уровень D. Уровень предметных действий, заведует организацией действий с предметами.
Уровень Е. Уровень интеллектуальных двигательных актов, связан с речью, письмом и др. Движения этого уровня определяются не предметным, а отвлеченным, вербальным смыслом.
Н. А. Бернштейном было показано, что в сознании человека представлены только те компоненты движения, которые строятся на ведущем уровне; работа нижележащих, или "фоновых", уровней, как правило, не осознается. Например, когда субъект излагает на бумаге свои мысли, то он осознает смысл письма: ведущим уровнем, на котором строятся его графические движения, в этом случае является уровень Е. Что касается особенностей почерка, формы отдельных букв, прямолинейности строк и т. п., то все это в его сознании практически не присутствует [цит. по].
Миокинетическая методика. Проективная психологическая методика на основе анализа движений рук испанского психолога Э. Мира-Лопеца базируется на положении о том, что различные движения являются внешним проявлением психических явлений и личностных особенностей. Эта идея исходит из понимания психомоторики как объективизации всех форм психического отражения через тонкие мышечные движения, например, графические, что позволяет использовать их в качестве индикатора работы психики на высших уровнях регуляции, соответствующих личностной организации человека. Во многих психологических и психофизиологических исследованиях именно графические движения используются для оценки нейродинамических, темпераментных и характерологических особенностей. При этом, согласно Мира-Лопецу, доминирующая половина тела (правая или левая) лучше контролируется сознанием, чем другая половина. Поэтому её моторные выражения должны обнаруживать актуальные и характерологические установки и намерения. Движения же другой половины тела объективируют установки и склонности, связанные с инстинктивными и темпераментными стереотипами реагирования. Этим положениям Мира-Лопец придал статус «принципа миокинетической диссоциации» и показал возможность использования анализа доминирующих психомоторных реакций и действий в качестве индикаторов различных психологических особенностей.
Методика сопряженных моторных реакций. А. Р. Лурия описал принцип активного сопряжения центральной и моторной деятельности. Если связать в единой активной системе две стороны — центральную и моторную, то можно рассчитывать, что каждое центральное изменение необходимо отразится прежде всего именно в той моторной системе, которая составляет с ней единое целое, и только вторично вызовет известные
изменения в тех физиологических системах, на фоне которых оно протекает. Такое выделение единой динамической структуры, включающей в себе скрытую для непосредственного изучения центральную сторону и доступную для объективной регистрации моторную, является основой сопряженной моторной методики.
Мозговые механизмы. В цикле работ С.В Квасовцом и А.В Ивановым с соавторами с помощью методик анализа вызванной активности мозга и оценки микродвижений рук проанализирована мозговая организация процесса восприятия и оценки эмоционально-значимой информации. Показано, что восприятие можно разделить на первичное, в большей степени связанное с активностью задних отделов мозга, и ассоциативное, связанное с активностью передних отделов. Кроме того, важнейшую роль играет функциональное взаимодействие полушарий головного мозга, специфическое для разных этапов формирования действия.

## Принципы методического подхода
1. Специальная организация исследования, построенного как последовательность элементарных действий.
2. На каждой стадии переработки информации и формирования двигательной программы элементарного действия регистрируются микродвижения рук.
3. Пространственные траектории движений сопоставляются с этапами формирования действия и с помощью методов машинного обучения служат для анализа процесса переработки информации на каждом этапе.
4. На основании обработки получаются следующие показатели, характеризующие процесс оценки информации:
Перцептивный уровень (первичное восприятие) — на этом уровне восприятия происходит оценивание перцептивными системами физических (яркость, цвет и т. п.) и первичных биологических характеристик информации (принятие, отторжение и др.)
Ассоциативный уровень (восприятие) — на этом уровне происходит оценка информации с точки зрения когнитивных схем, как индивидуальных, так и социальных (мотивации, отношения, убеждения и т. п.)
Когнитивная оценка. Этап обработки мозгом информации с рациональной точки зрения (логическая организация материала, утилитарная польза, практическая значимость и т. п.)
Эмоциональная оценка. Оценка информации в соответствии с эмоциональным опытом (например, эстетическая оценка информация, степень сходства с эмоциогенными объектами или ситуациями, эмоциональная значимость).
Ассертивность. Показатель степени субъективной определённости при оценке информации, степени выраженности субъективных колебаний при оценке.

## Практическое значение
Практическое значение рассматриваемого подхода определяется тем, что по сравнению с другими психофизиологическими методиками метод сопряженной идеомоторики, во-первых, достаточно прост и требует минимального дополнительного оборудования; во-вторых, возможность анализа процесса формирования элементарных действий по оценке семантической информации позволяет получить принципиально новые данные. Перечисленные выше показатели являются объективными и операциональными, вытекающими из организации исследования и методов обработки. Психологическая интерпретация этих показателей зависит от парадигмы исследователя и может осуществляться в терминах и понятиях используемых им концептуальных моделей (анализ мотиваций, анализ отношений, анализ жизненного стиля и т. п.)